# HVDC Itaipu
O HVDC Itaipu é um sistema de transmissão de alta tensão em corrente contínua por linha aérea no Brasil, da usina hidrelétrica de Itaipu até a região de São Paulo . O projeto consiste em dois Bipolos de ±600 kV, cada um com potência nominal de 3150 MW, que transmitem a energia gerada a 50 Hz do lado paraguaio da barragem de Itaipu (perto de Foz do Iguaçu no Paraná ) até a estação conversora de Ibiúna perto de São Roque, São Paulo. O sistema foi colocado em serviço em várias etapas entre 1984 e 1987 e continua sendo uma das instalações HVDC mais importantes do mundo. 
Quando o primeiro bipolo foi concluído em 1985, tornou-se o maior sistema HVDC do mundo, tanto em capacidade de transmissão de energia como em tensão, títulos que manteria durante 25 anos até à conclusão, em 2010, do ±800 kV, 6400 Ligação HVDC MW da Represa de Xiangjiaba para Xangai na China. Também continha inovações importantes em sistemas de controle em tempo real, sendo um dos primeiros esquemas HVDC a utilizar equipamentos de controle digital usando microprocessadores . No entanto, sofreu problemas de confiabilidade nos seus primeiros anos de operação, com inúmeras falhas no transformador conversor e um incêndio grave no conversor, questões que foram melhoradas ao longo do tempo. 

## Descrição técnica
A escolha da corrente contínua de alta tensão (CCAT) se deu porque esta técnica permite linhas de transmissão longas com poucas perdas em comparação com outros sistemas (como a CA) e também permite a troca da rede paraguaia de 50 Entrada Hz e o brasileiro 60 Entrada Hz e grade do usuário. Ambas as linhas operam a ±600 kV e são construídas como linhas aéreas com um comprimento de 818 (Linha Norte) e 807 (Linha Sul) quilômetros. Longe de suas estações terminais, as duas linhas estão a pelo menos 10 km de distância para reduzir riscos. Cada um foi projetado para 3150 MW a ± 600 kV DC e 2625 A. As linhas são 4 x 689 mm 2 (cerca de 30 mm ∅) CAA 
O fornecimento de entrada é de 500 kV CA do 50 Geradores Hz na hidrelétrica (Foz do Iguaçu). A potência de saída é de 345 e 500 kV, 60 Hz AC na rede Sul/Sudeste (Ibiúna, São Paulo).
O equipamento conversor, fornecido pelo Grupo ABB, utiliza válvulas tiristoras dispostas em duas pontes de doze pulsos por polo.
Paralelamente ao sistema HVDC, dois 765 As linhas de kV CA transportam energia de 60 Geradores de Hz no lado brasileiro da barragem para a região de São Paulo. No1⁄3 na rota, em Ivaiporã, há um ramal para 500 kV, 60 Hz CA, entregando na rede elétrica do Sul. Com a introdução, em 1989 e posteriormente, de capacitores série em Ivaiporã (na1⁄3 da linha) e Itaberá (em 2⁄3 ) a capacidade cresceu de 4300 MW para 6300 MW. 

## Confiabilidade
Em seus primeiros anos, o projeto sofreu muitas falhas de transformadores conversores, com seis no primeiro ano de operação comercial e doze nos primeiros quatro anos. Foram necessárias modificações em todos os transformadores do sistema, o que levou a uma melhoria significativa do desempenho, sem falhas nos anos 4 a 10. 
Em 29 de maio de 1989, uma quadriválvula completa do conversor 5 da estação conversora de Foz do Iguaçu foi destruída por um incêndio iniciado em decorrência de um vazamento de água de uma tubulação de resfriamento. O conversor afetado ficou fora de ação por 14 meses. Incidentes semelhantes no projeto Rihand–Delhi em 1990 e na Estação Conversora Sylmar do esquema Pacific DC Intertie em 1993 levaram o CIGRÉ a publicar diretrizes sobre o projeto de válvulas tiristoras para reduzir os riscos de incêndio. 

## Eletrodos
Cada bipolar pode ser operado também como monopolo e é equipado com um eletrodo de aterramento. As linhas de eletrodos de ambos os bipolos são instaladas em postes de madeira e consistem em 2 x 689 mm 2 1272 MCM condutores.
Os eletrodos da Estação Foz do Iguaçu estão situados em Santa Terezinha de Itaipu, e na ALvorado do Iguaçu e são conectados na conversora via linhas de 15,5 km e 16 km respectivamente. 
Os eletrodos da Estação São Roque estão situados no Córrego Boa Vista e são conectados via linhas de 66 km e 67,2 km respectivamente.

## Pontos de referência
| Site          | Tipo de estação    | Linha | Coordenadas |
| ------------- | ------------------ | ----- | ----------- |
| Foz do Iguaçu | Estação Conversora |       |             |